# Taça dos Vencedores de Taças de Hóquei em Patins de 1981-82
A Taça dos Vencedores de Taças de Hóquei em Patins de 1981-82 foi a 6.ª edição da Taça das Taças.
O FC Porto venceu o seu 1.º título derrotando o Sporting CP, campeões em título, na primeira final entre clubes portugueses numa competição internacional.

## Equipas participantes
| País               | Clube          | Classificação                            |
| ------------------ | -------------- | ---------------------------------------- |
| Alemanha Ocidental | RSC Cronenberg | 2.º lugar da Liga Alemão de 1980/81      |
| Espanha            | CP Cibeles     | Finalista da Taça do Rei de 1980/81      |
| França             | US Coutras     | 2.º lugar da Liga Francesa de 1980/81    |
| Itália             | Hockey Bassano | Vencedor da Taça de Itália de 1980/81    |
| Países Baixos      | RV Dennenberg  | 2.º lugar da Liga Neerlandesa de 1980/81 |
| Portugal           | Sporting CP    | Vencedor da Taça das Taças de 1980/81    |
| Portugal           | FC Porto       | Finalista da Taça de Portugal de 1980/81 |
| Suíça              | Montreux HC    | Vencedor da Taça da Suíça de 1980/81     |

## Jogos

### Fase final
|  | Quartos-de-final | Quartos-de-final | Quartos-de-final | Quartos-de-final |                |                | Meias-finais | Meias-finais | Meias-finais |  |          | Final | Final | Final |
|  |                  |                  |                  |                  |                |                |              |              |              |  |          |       |       |       |
|  | 1                | RV Dennenberg    | 4                | 0                |                |                |              |              |              |  |          |       |       |       |
|  | 8                | RSC Cronenberg   | 6                | 2                |                |                |              |              |              |  |          |       |       |       |
|  | 8                | RSC Cronenberg   | 6                | 2                |                | RSC Cronenberg | 2            | 2            |              |  |          |       |       |       |
|  |                  |                  |                  |                  |                | RSC Cronenberg | 2            | 2            |              |  |          |       |       |       |
|  |                  | FC Porto         | 1                | 14               |                |                |              |              |              |  |          |       |       |       |
|  | 4                | FC Porto         | 1                | 14               | FC Porto       | 9              | 11           |              |              |  |          |       |       |       |
|  | 4                |                  |                  |                  | FC Porto       | 9              | 11           |              |              |  |          |       |       |       |
|  | 5                | CP Cibeles       | 1                | 12               |                |                |              |              |              |  |          |       |       |       |
|  | 5                | CP Cibeles       | 1                | 12               |                |                |              |              |              |  | FC Porto | 13    | 7     |       |
|  |                  |                  |                  |                  |                |                |              |              |              |  | FC Porto | 13    | 7     |       |
|  |                  | Sporting CP      | 4                | 8                |                |                |              |              |              |  |          |       |       |       |
|  | 3                | Sporting CP      | 4                | 8                | US Coutras     | 1              | 3            |              |              |  |          |       |       |       |
|  | 3                |                  |                  |                  | US Coutras     | 1              | 3            |              |              |  |          |       |       |       |
|  | 6                | Montreux HC      | 3                | 4                |                |                |              |              |              |  |          |       |       |       |
|  | 6                | Montreux HC      | 3                | 4                |                | Montreux HC    | 3            | 2            |              |  |          |       |       |       |
|  |                  |                  |                  |                  |                | Montreux HC    | 3            | 2            |              |  |          |       |       |       |
|  |                  | Sporting CP      | 4                | 9                |                |                |              |              |              |  |          |       |       |       |
|  | 2                | Sporting CP      | 4                | 9                | Hockey Bassano | 3              | 6            |              |              |  |          |       |       |       |
|  | 2                |                  |                  |                  | Hockey Bassano | 3              | 6            |              |              |  |          |       |       |       |
|  | 7                | Sporting CP      | 4                | 13               |                |                |              |              |              |  |          |       |       |       |
|  | 7                | Sporting CP      | 4                | 13               |                |                |              |              |              |  |          |       |       |       |

#### Quartos-de-final
| Equipa 1       | Total | Equipa 2       | 1.ª Mão | 2.ª Mão |
| -------------- | ----- | -------------- | ------- | ------- |
| RV Dennenberg  | 4-8   | RSC Cronenberg | 4-6     | 0-2     |
| FC Porto       | 20-13 | CP Cibeles     | 9-1     | 11-12   |
| US Coutras     | 4-7   | Montreux HC    | 1-3     | 3-4     |
| Hockey Bassano | 9-17  | Sporting CP    | 3-4     | 6-13    |

#### Meias-finais
| Equipa 1       | Total | Equipa 2    | 1.ª Mão | 2.ª Mão |
| -------------- | ----- | ----------- | ------- | ------- |
| RSC Cronenberg | 4-15  | FC Porto    | 2-1     | 2-14    |
| Montreux HC    | 5-13  | Sporting CP | 3-4     | 2-9     |

#### Final
| Equipa 1 | Total | Equipa 2    | 1.ª Mão | 2.ª Mão |
| -------- | ----- | ----------- | ------- | ------- |
| FC Porto | 20-12 | Sporting CP | 13-4    | 7-8     |

| Vencedor da Taça das Taças 1981/82 |
| ---------------------------------- |
|                                    |
| FC Porto (1.º título)              |